# Heinrich Georgii

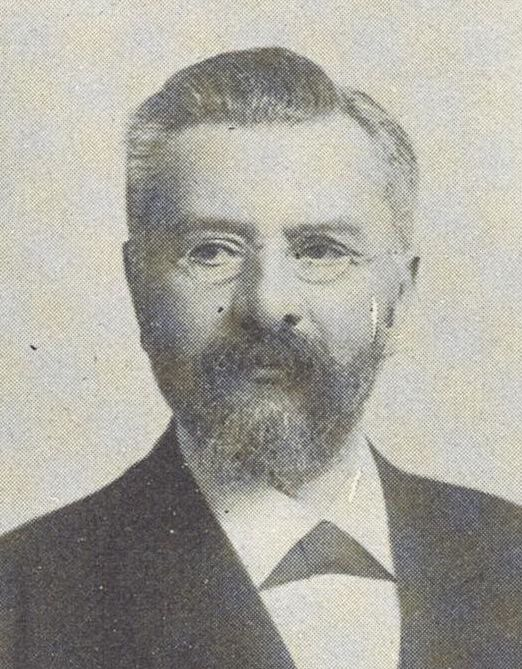
Heinrich Georgii

Carl Heinrich Georgii (* 27. April 1842 in Freudenstadt; † 1926 in Stuttgart) war ein deutscher Klassischer Philologe und Gymnasiallehrer, der von 1869 bis 1900 am Realgymnasium Stuttgart unterrichtete. Er ist besonders durch seine Studien zur antiken Dichterkritik und seine Ausgabe von Tiberius Claudius Donatus’ Vergil-Kommentar (1905–1906) bekannt. 

## Leben
Heinrich Georgii stammte aus einer alteingesessenen württembergischen Familie. Sein Vater August Wilhelm Georgii (1812–1860) war Pfarrhelfer und Diakon in Freudenstadt und ab 1855 Dekan des Kirchenbezirks Balingen. Heinrich Georgii wuchs dort auf, bestand 1856 das Landexamen und besuchte das Evangelische Seminar in Schöntal. Ab 1860 studierte er an der Universität Tübingen Klassische Philologie, war dort Mitglied des Philologischen Seminars und wurde 1864 zum Dr. phil. promoviert. Seit 1860 war er Mitglied der Studentenverbindung Tübinger Königsgesellschaft Roigel. Noch als Student nahm er an der Versammlung deutscher Philologen und Schulmänner in Heidelberg teil (1865). Nach dem Lehramtsexamen 1865 ging er in den württembergischen Schuldienst.
Ab 1869 unterrichtete Georgii am Realgymnasium in Stuttgart, das zwei Jahre zuvor aus der realistischen Abteilung des Oberen Gymnasiums hervorgegangen war. Der Leiter Christian Dillmann gestaltete diese Schule nach preußischem und sächsischen Vorbild zu einer Alternative für das humanistische Gymnasium um; das heute als Dillmann-Gymnasium bekannte Realgymnasium wurde zu einer Musteranstalt für das württembergische Schulwesen. Georgii unterrichtete am Realgymnasium Latein, Deutsch und Geschichte, zunächst als Hilfslehrer, ab 1872 als fest angestellter Lehrer und Gymnasialprofessor. Er war philologischer Hauptlehrer der Klassen IX und X. Im Jahr 1883/84 hielt er die Vorlesung zur „Geschichte und Kulturgeschichte“ an der Technischen Hochschule Stuttgart.
Neben dem Unterricht blieb Georgii wissenschaftlich tätig und veröffentlichte Abhandlungen in den Schulprogrammen des Realgymnasiums (ab 1880) sowie selbständige Monografien. 1876 besuchte er die Versammlung deutscher Philologen und Schulmänner in Tübingen. Am 6. März 1884, am Geburtstag des Königs wurde er mit dem Ritterkreuz I. Klasse des Friedrichs-Ordens ausgezeichnet. Nach mehr als dreißig Dienstjahren trat er aus gesundheitlichen Gründen am 10. August 1900 in den Ruhestand und erhielt bei dieser Gelegenheit das Ritterkreuz des Ordens der Württembergischen Krone. Am Realgymnasium richtete er eine Georgii-Stiftung ein, die mit ihren Zinsen „würdigen und bedürftigen Schülern der VIII. und IX. Klasse zur Anschaffung eines guten Buches“ ermöglichte.
Georgiis Forschungsschwerpunkt waren die Kommentare der antiken Grammatiker zu Vergils Werken. Er sammelte und ordnete das weit verstreute Material der Grammatiker Aelius Donatus, Servius und Tiberius Claudius Donatus und veröffentlichte seine Ergebnisse in mehreren Abhandlungen. Den Abschluss seines wissenschaftlichen Werkes bildete eine kritische Edition der Vergil-Interpretationes des Tiberius Claudius Donatus (Leipzig 1905–1906). Diese Edition war die erste, die auf den ältesten erhaltenen Handschriften beruhte. Georgii hatte damit die kritische Grundlage für die Beschäftigung mit diesem Text geliefert, was von der Fachwelt (beispielsweise von den Rezensenten Paul Wessner, Émile Thomas und Eduard Wölfflin) auch entsprechend gewürdigt wurde. Die Ausgabe wurde 1969 nachgedruckt und ist bis heute nicht ersetzt.

## Schriften (Auswahl)
- Die antike Äneiskritik aus den Scholien und anderen Quellen hergestellt. Stuttgart 1891. Nachdruck Hildesheim 1971, ISBN 3-8067-0021-4.
- Die antike Äneiskritik im Kommentar des Tiberius Claudius Donatus. Zwei Teile, Stuttgart 1892–1893 (Schulprogramm).
- Die antike Vergilkritik in den Bukolika und Georgika. Leipzig 1902.
- Tiberi Claudi Donati ad Tiberium Claudium Maximum Donatianum filium suum interpretationes Vergilianae. Primum ad vetustissimorum codicum fidem recognitas edidit Henricus Georgii. 2 Bände, Leipzig 1905–1906. Nachdruck Stuttgart 1969.